# Johanna Rusanen
Katri Johanna Rusanen-Kartano, född 30 juli 1971 i Kuopio, är en finländsk operasångerska (sopran). 

## Biografi
Rusanen studerade först vid Sibelius-Akademins kyrkomusikavdelning i Kuopio samt vid Sibelius-Akademin i Helsingfors. Efter seger i Timo Mustakallio-tävlingen 1995 och delad första plats i sångtävlingen i Villmanstrand 1996 var hon 1998–2000 stipendiat vid Deutsche Oper i Berlin. Hon har uppträtt som opera- och konsertsångerska i Europa och Sydamerika. Hennes repertoar omfattar bland annat Mimi i La Bohème, Tatjana i Eugen Onegin och Marie i Wozzeck.